# Haughton, Greater Manchester
Haughton var en civil parish från 1866 till 1894 då den blev en del av Denton, i grevskapet Lancashire (nu Greater Manchester), i England. Denna civil parish hade 5 327 invånare år 1891.